# Torkratern

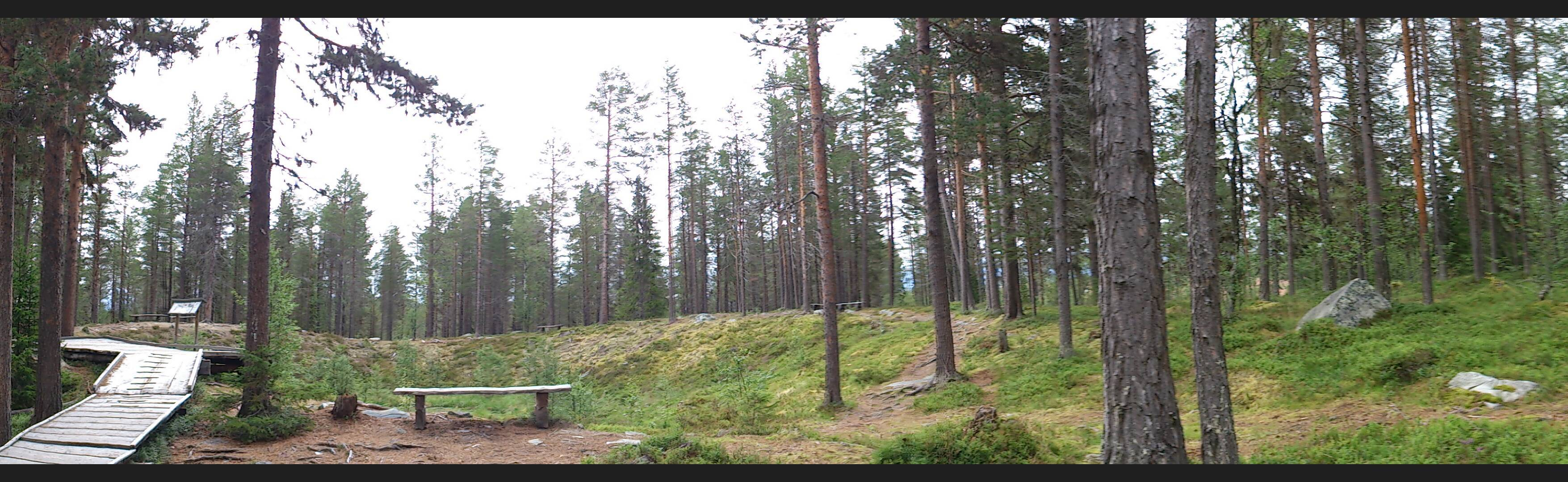
Torkratern vid Torbygget, juli 2013.

Torkratern i Härjedalen är en liten cirkulär sänka i morän-täcket vid Torbygget cirka 6 km sydöst om Funäsdalen vilken på 1990-talet undersöktes och ansågs vara en meteoritkrater bildad genom ett nedslag efter den senaste istiden. Sänkan har sedan 2021 omtolkats till att i stället vara bildad av ett strandat isberg i den issjö som täckte området vid istidens slut, en så kallad dödisgrop.
Kratern är omkring 40 m i diameter och 5 m djup. Med hjälp av kol-14-metoden har man fastställt dess ålder till mellan 3600 och 4400 år.